# Челышевский
Челышевский — хутор в Новоаннинском районе Волгоградской области России. Входит в состав Галушкинского сельского поселения. Население 129 человек (2010).

## География
Расположен в северо-западной части области, у административной границы с Новониколаевским районом. Протекает р. Кардаил.
Уличная сеть состоит из двух географических объектов: ул. Кардаильская и ул. Лесная.
Абсолютная высота 97 метров над уровнем моря.

## Население
| 2010 |
| ---- |
| 129  |

Гендерный состав
По данным Всероссийской переписи населения 2010 года в гендерной структуре населения из 129 человек мужчин — 56, женщин — 73 (43,4 и 56,6 % соответственно).
Национальный состав
Согласно результатам переписи 2002 года, в национальной структуре населения
русские составляли 99 % из общей численности населения в 170 человек

## Инфраструктура
Развитое сельское хозяйство. Личное подсобное хозяйство.

## Транспорт
Проходит дорога, идущая от хутора Нижнекардаильский (Куликовское сельское поселение) до центра Галушкинского сельсовета хутора Галушкинский.